# Baijinath
Baijinath (nep. बैजनाथ) – gaun wikas samiti w zachodniej części Nepalu w strefie Seti w dystrykcie Achham. Według nepalskiego spisu powszechnego z 2011 roku liczył on 286 gospodarstw domowych i 1271 mieszkańców (688 kobiet i 583 mężczyzn).